# Granja-Delicias
Granja-Delicias es uno de los tres distritos de la ciudad de Jerez de la Frontera, en la provincia de Cádiz, España.

## Barrios
Avda. Europa, Avda. Lola Flores, Bami-Delicias, Barbadillo, Ciudasol, Chapín, El Ángel, El Membrillar, El Pelirón, El Pimiento, El Pinar, El Retiro, El Rocío, Hijuela del Polo, Jardines de la Universidad, Jerez Norte, La Asunción, La Canaleja, La Granja, La Marquesa, La Milagrosa, La Pita, La Teja, La Vid, Las Abiertas, Las Delicias, Los Cedros, Los Pinos, Montealegre, Nazaret, Olivar de Rivero, Pago San José, Parque Atlántico, Parque Cartuja, Parques Naturales, Princi-Jerez, Puerta de Arcos, Ronda Este, San Enrique, San José Obrero, Santa Teresa, Santo Ángel, siglo XXI, Torres Blancas, Villa Cartuja y Villas del Este.

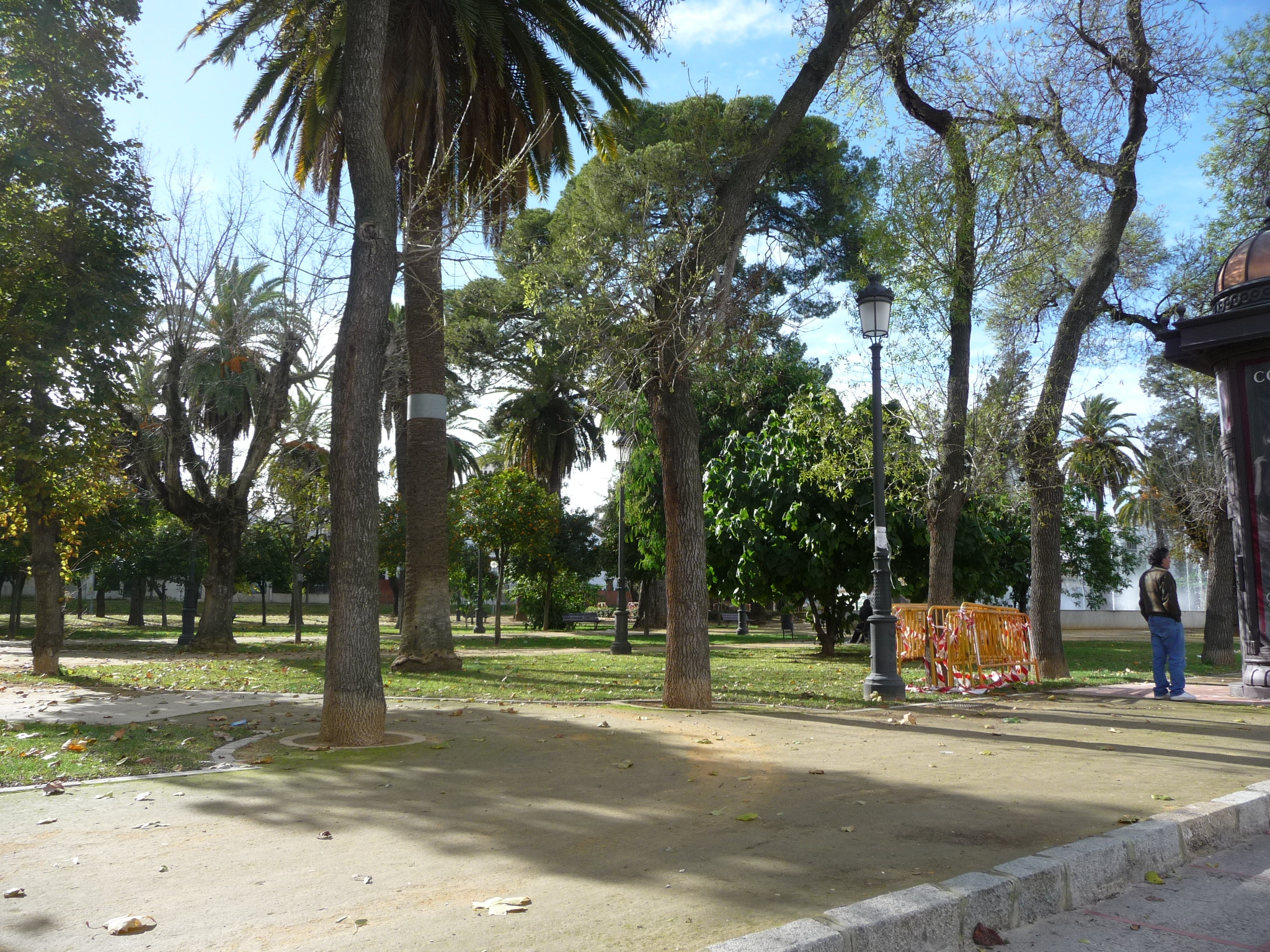
Parque del Retiro de Jerez